# El Centro (Amerikai Egyesült Államok)
El Centro város az USA Kalifornia államában, Imperial megyében melynek megyeszékhelye is. Lakosainak száma 44 322 fő (2020. április 1.).

## Népesség
A település népességének változása:
| Lakosok száma | 1618 | 42 598 | 44 322 |
|               | 1910 | 2010   | 2020   |

## Híres emberek
- 1946-ban itt született Cher énekesnő, színésznő